# Gault (rivière)
Pour les articles homonymes, voir Gault.
Le Gault est une petite rivière française des deux départements d'Indre-et-Loire et de Loir-et-Cher, dans la région Centre-Val de Loire, affluent de la rive gauche de la Brenne, donc un sous-affluent de la Loire par la Cisse.

## Géographie
Elle prend sa source sur la commune de Saint-Cyr-du-Gault (Loir-et-Cher), traverse la forêt et la commune de Saunay et se jette dans la Brenne à Château-Renault (Indre-et-Loire).
Son cours mesure environ 16,8 km, pour un dénivelé de 32 m seulement.

## Communes et cantons traversés
Le Gault traverse quatre communes et deux cantons :
- dans le sens amont vers aval : Saint-Étienne-des-Guérets, Saint-Cyr-du-Gault, Saunay, Château-Renault (confluence).

Soit en termes de cantons, le Gault prend source dans le canton d'Herbault, conflue sur le canton de Château-Renault.

## Aménagements
Dans la ville de Château-Renault, elle alimentait autrefois en eau plusieurs tanneries.